# Canadian Medical Hall of Fame
Il Canadian Medical Hall of Fame (CMHF) è un organismo canadese che ha come obiettivo di ricompensare i canadesi di ieri e di oggi per i contributi resi al progresso della medicina. Nella zona francofona del Canada l'organismo è conosciuto con il nome di Temple de la renommée médicale canadienne (TRMC).

## Storia
Nel 1994 fu creato un organismo nazionale il cui scopo era quello di valorizzare i canadesi, del passato e del presente, che avevano apportato contributi significativi al progresso della medicini. La valorizzazione del sapere scientifico ha anche come scopo di sviluppare nei giovani nuove adesioni. Il CMHF ha la sua sede a London in Ontario.

## Struttura
Il CMHF ha come partner privilegiati:
- L’Associazione medica canadese
- Il Collegio reale de medici e dei chirurghi del Canada
- Il Collegio dei medici di famiglia del Canada.

L'organismo è inoltre munito di un Consiglio d'amministrazione composto al massimo da 16 amministratori eletti, il cui mandato di 3 anni può essere rinnovato solo una volta.

## Il premio
Ogni anno possono essere nominati al massimo 6 persone. Tutti i candidati devono avere la nazionalità canadese. Il premio può essere conferito anche a canadesi già deceduti. Oltre al premio conferito ai laureati che hanno già fatto prova di meriti eccezionali secondo il Comitato di selezione, il CMHF conferisce delle borse di studio e dei premi agli studenti di medicini più meritevoli.

## Laureati
- 2019
  - Brock Chisholm
  - Naranjan S. Dhalla
  - James A. Dosman
  - Jacalyn Duffin
  - Connie J. Eaves
  - Rémi Quirion[4]

- 2018
  - Philip B. Berger
  - Vladimir Hachinsky
  - Emily Stowe
  - B. Brett Finlay
  - Cheryl Rockman-Greenberg
  - Balfour M. Mount[3]

- 2017
  - Michel G. Bergeron
  - Michel Chrétie
  - Richard G. Goldbloom
  - Juge Emmett Hall
  - Michael R. Hayde
  - F. Estelle R. Simon[5]

- 2016
  - Michael Bliss
  - May Cohen
  - Gordon Guyatt
  - C. David Naylor
  - Charles Tupper
  - Mark A. Wainberg

- 2015
  - Alan Bernstein
  - Judith G. Hall
  - Bernard Langer
  - John McCrae
  - Julio Montaner
  - Duncan G. Sinclair

- 2014
  - Max Cynader
  - Adolfo de Bold
  - Walter Mackenzie
  - Thomas John (Jock) Murray
  - Ronald Worton
  - Salim Yusuf

- 2013
  - Antoine Hakim
  - David MacLennan
  - Arnold Naimark
  - Claude Roy
  - Ian Rusted
  - Bette Stephenson

- 2012
  - John Dirks
  - Terry Fox
  - Armand Frappier
  - F. Clarke Fraser
  - Peter Macklem
  - John James Rickard Macleod
  - Lap-Chee Tsui

- 2011
  - Albert Aguayo
  - John Bienenstock
  - Paul David
  - Jonathan Campbell Meakins
  - Allan Ronald
  - D. Lorne Tyrrell

- 2010
  - Alan C. Burton
  - William A. Cochrane
  - Phil Gold
  - James C. Hogg
  - Vera Peters
  - Calvin R. Stiller

- 2009
  - Sylvia Fedoruk
  - Tak Wah Mak
  - Ronald Melzack
  - Charles Tator
  - Mladen Vranic

- 2007
  - Elizabeth Bagshaw
  - Felix d'Herelle
  - Jean Dussault
  - Wilbert Keon
  - Endel Tulving

- 2006 
  - David Hubel
  - John McEachern
  - Ian McWhinney
  - Anthony Pawson
  - Hans Selye

- 2001
  - Lucille Teasdale

- 1998
  - Norman Bethune

- 1995
  - Herbert Jasper

- 1994
  - Maude Abbott